# 126 (število)
126 (stó šéstindvájset) je naravno število, za katero velja 126 = 125 + 1 = 127 - 1.

## V matematiki
- sestavljeno število.
- četrto Friedmanovo število {\displaystyle 126=6\cdot 21\,\!}
- Harshadovo število.
- Ulamovo število {\displaystyle 126=57+69\,\!}.
- Zumkellerjevo število.

## V znanosti
- sedmo magično število v fiziki.

## Drugo

### Leta
- 126 pr. n. št.
- 126, 1126, 2126